# Monte Agulha
O  Monte Agulha, que se encontra na comuna francesa de Chichilianne,  é um cume com 2 087 m de altitude no Maciço do Vercors no limite entre a região de Trièves a sul do departamento da Isère.
É considerado como uma das sete maravilhas do Delfinado e o seu aspecto de ponta-testemunha deriva à erosão tem por base a rocha calcária por que é formada.

## História do alpinismo
Este monte teve muita  importância na história do alpinismo pois que no Monte Agulha no Maciço do Vercors, no Monte Titlis mos Alpes Berneses, no Monte Buet no Maciço do Giffre e no Monte Velan dos Alpes Peninos se efectuaram as primeiras conquistas do Maciço do Monte Branco já no século XVIII.

## Características
- Altitude : 2 087 metros
- Altura dos cumes:  1 653  e 1 837 m
- O pico em si :
  - Pico Sudoeste : 250 m
  - Pico Nordeste : 350 m
- Comprimento  : 900 m
- Largura máxima  : 130 m

## Ascensões
A primeira ascensão teve lugar a 26 de Junho de 1492 e foi feita por Antoine de Ville e sete outros alpinistas